# Cassagnabère-Tournas
Cassagnabère-Tournas est une commune française située dans l'ouest du département de la Haute-Garonne, en région Occitanie. Sur le plan historique et culturel, la commune est dans le pays de Comminges, correspondant à l’ancien comté de Comminges, circonscription de la province de Gascogne située sur les départements actuels du Gers, de la Haute-Garonne, des Hautes-Pyrénées et de l'Ariège.
Exposée à un climat océanique altéré, elle est drainée par la Louge, la Nère, le ruisseau Riou Pudé et par divers autres petits cours d'eau. La commune possède un patrimoine naturel remarquable composé de deux zones naturelles d'intérêt écologique, faunistique et floristique.
Cassagnabère-Tournas est une commune rurale qui compte 467 habitants en 2022, après avoir connu un pic de population de 1 522 habitants en 1856. Ses habitants sont appelés les Cassagnaberois ou  Cassagnaberoises.
Le patrimoine architectural de la commune comprend un immeuble protégé au titre des monuments historiques : une croix, inscrite en 1926.

## Géographie

### Localisation
La commune de Cassagnabère-Tournas se trouve dans le département de la Haute-Garonne, en région Occitanie.
Elle se situe à 67 km à vol d'oiseau de Toulouse, préfecture du département, à 14 km de Saint-Gaudens, sous-préfecture, et à 24 km de Cazères, bureau centralisateur du canton de Cazères dont dépend la commune depuis 2015 pour les élections départementales.
La commune fait en outre partie du bassin de vie de Saint-Gaudens.
Les communes les plus proches sont : 
Esparron (4,3 km), Peyrouzet (4,4 km), Saint-Lary-Boujean (4,4 km), Aulon (4,7 km), Castéra-Vignoles (5,2 km), Saint-Marcet (5,5 km), Ciadoux (5,6 km), Montgaillard-sur-Save (5,8 km).
Sur le plan historique et culturel, Cassagnabère-Tournas fait partie du pays de Comminges, correspondant à l’ancien comté de Comminges, circonscription de la province de Gascogne située sur les départements actuels du Gers, de la Haute-Garonne, des Hautes-Pyrénées et de l'Ariège.
Cassagnabère-Tournas est limitrophe de dix autres communes.
Les communes limitrophes sont  Aulon, Aurignac, Boussan, Ciadoux, Escanecrabe, Esparron, Peyrouzet, Saint-André, Saint-Lary-Boujean et Saint-Marcet.
| Escanecrabe                 | Esparron             | Saint-André       |
| Ciadoux, Saint-Lary-Boujean | Cassagnabère-Tournas | Boussan, Aurignac |
| Saint-Marcet                | Aulon                | Peyrouzet         |

### Géologie et relief
La superficie de la commune est de 2 524 hectares ; son altitude varie de 286  à   422 mètres.

### Hydrographie

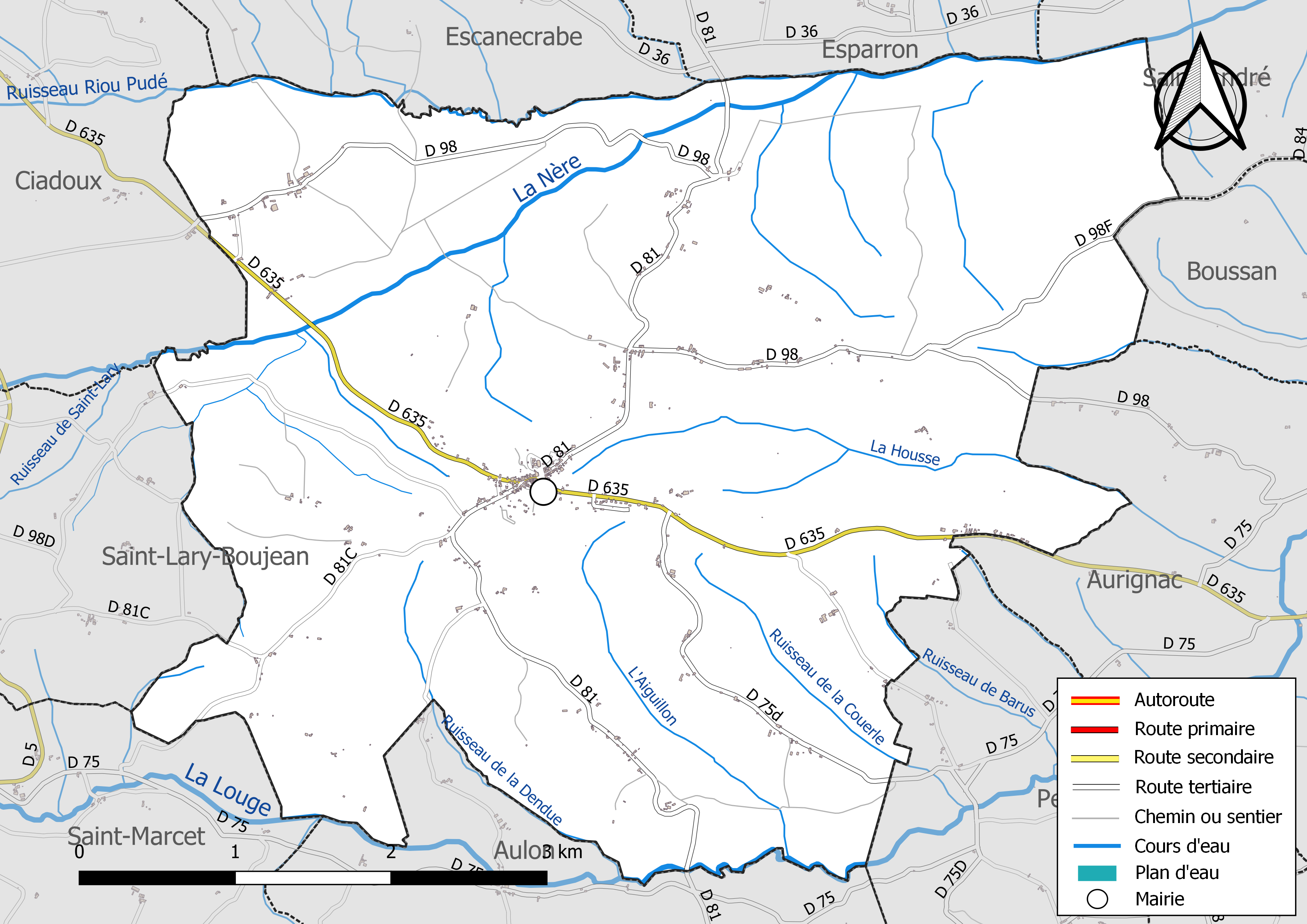
Réseaux hydrographique et routier de Cassagnabère-Tournas.

La commune est dans le bassin de la Garonne, au sein du bassin hydrographique Adour-Garonne. Elle est drainée par la Louge, la Nère, le ruisseau Riou Pudé, la Housse, l'Aiguillon, le ruisseau de Barus, le ruisseau de la Couerle, le ruisseau de la Dendue, le ruisseau des Piteaux et par divers petits cours d'eau, constituant un réseau hydrographique de 30 km de longueur totale,.
La Louge, d'une longueur totale de 100 km, prend sa source dans la commune de Villeneuve-Lécussan et s'écoule du sud-ouest vers le nord-est. Elle traverse la commune et se jette dans la Garonne à Muret, après avoir traversé 34 communes.
La Nère, d'une longueur totale de 33,3 km, prend sa source dans la commune de Cardeilhac et s'écoule du sud-ouest vers le nord-est. Il traverse la commune et se jette dans la Louge à Montoussin, après avoir traversé 17 communes.

### Climat
Pour des articles plus généraux, voir Climat de l'Occitanie et Climat de la Haute-Garonne.
En 2010, le climat de la commune est de type climat océanique altéré, selon une étude s'appuyant sur une série de données couvrant la période 1971-2000. En 2020, Météo-France publie une typologie des climats de la France métropolitaine dans laquelle la commune est dans une zone de transition entre le climat océanique altéré et le climat de montagne ou de marges de montagne et est dans la région climatique Aquitaine, Gascogne, caractérisée par une pluviométrie abondante au printemps, modérée en automne, un faible ensoleillement au printemps, un été chaud (19,5 °C), des vents faibles, des brouillards fréquents en automne et en hiver et des orages fréquents en été (15 à 20 jours).
Pour la période 1971-2000, la température annuelle moyenne est de 12,3 °C, avec une amplitude thermique annuelle de 14,7 °C. Le cumul annuel moyen de précipitations est de 916 mm, avec 9,4 jours de précipitations en janvier et 6,7 jours en juillet. Pour la période 1991-2020, la température moyenne annuelle observée sur la station météorologique la plus proche, située sur la commune de Clarac à 20 km à vol d'oiseau, est de 12,5 °C et le cumul annuel moyen de précipitations est de 804,9 mm,. Pour l'avenir, les paramètres climatiques de la commune estimés pour 2050 selon différents scénarios d'émission de gaz à effet de serre sont consultables sur un site dédié publié par Météo-France en novembre 2022.

### Milieux naturels et biodiversité

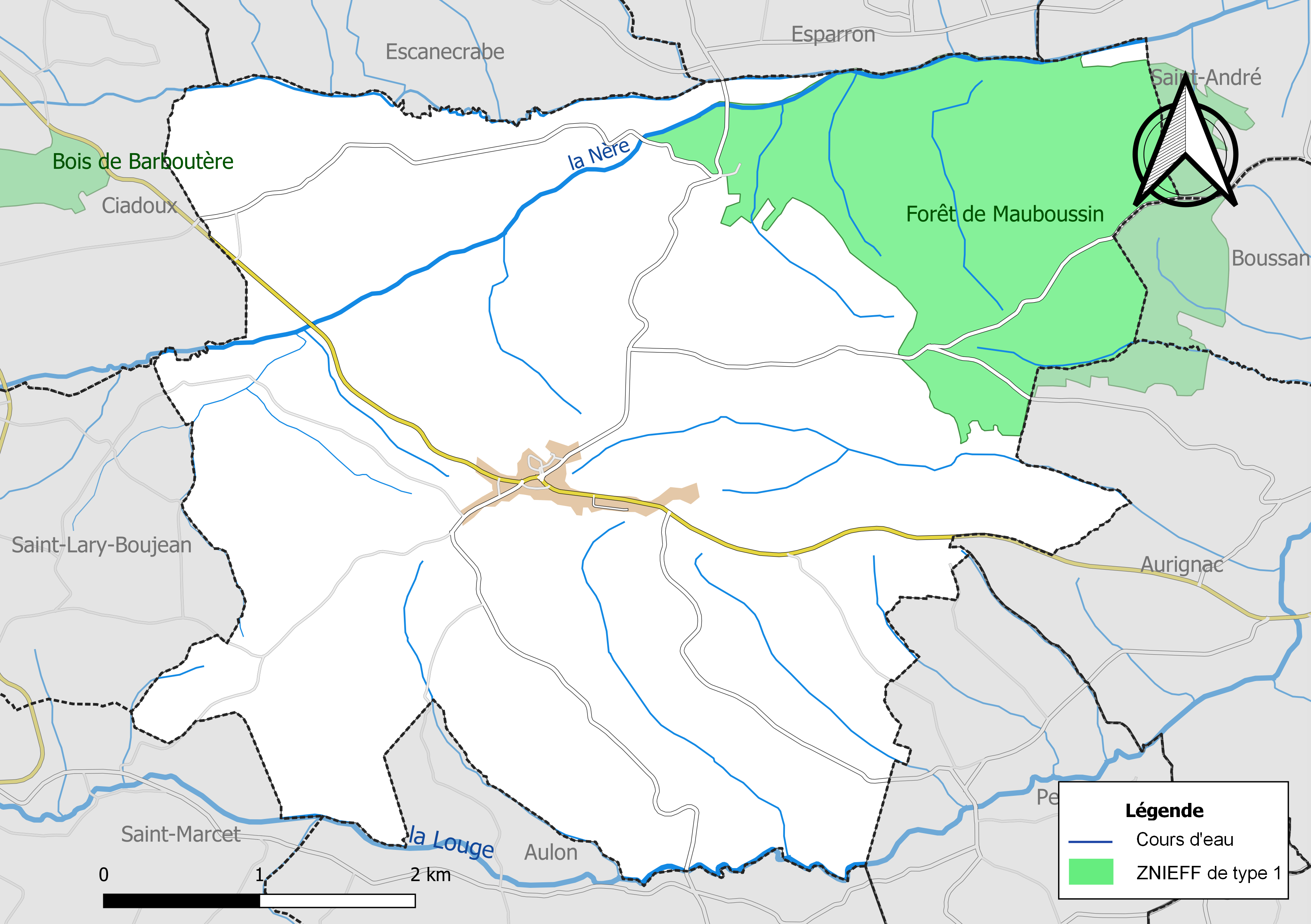
Carte de la ZNIEFF de type 1 localisée sur la commune.

L’inventaire des zones naturelles d'intérêt écologique, faunistique et floristique (ZNIEFF) a pour objectif de réaliser une couverture des zones les plus intéressantes sur le plan écologique, essentiellement dans la perspective d’améliorer la connaissance du patrimoine naturel national et de fournir aux différents décideurs un outil d’aide à la prise en compte de l’environnement dans l’aménagement du territoire.
Une ZNIEFF de type 1 est recensée sur la commune :
la « forêt de Mauboussin » (554 ha), couvrant 5 communes du département et une ZNIEFF de type 2, : 
les « forêts de Boussan et Mauboussin » (1 672 ha), couvrant 6 communes du département.

## Urbanisme

### Typologie
Au 1er janvier 2024, Cassagnabère-Tournas est catégorisée commune rurale à habitat dispersé, selon la nouvelle grille communale de densité à sept niveaux définie par l'Insee en 2022.
Elle est située hors unité urbaine et hors attraction des villes,.

### Occupation des sols
L'occupation des sols de la commune, telle qu'elle ressort de la base de données européenne d’occupation biophysique des sols Corine Land Cover (CLC), est marquée par l'importance des territoires agricoles (78 % en 2018), une proportion sensiblement équivalente à celle de 1990 (77,7 %). La répartition détaillée en 2018 est la suivante : 
prairies (41,5 %), terres arables (35 %), forêts (21 %), zones agricoles hétérogènes (1,4 %), zones urbanisées (1 %). L'évolution de l’occupation des sols de la commune et de ses infrastructures peut être observée sur les différentes représentations cartographiques du territoire : la carte de Cassini (XVIIIe siècle), la carte d'état-major (1820-1866) et les cartes ou photos aériennes de l'IGN pour la période actuelle (1950 à aujourd'hui).

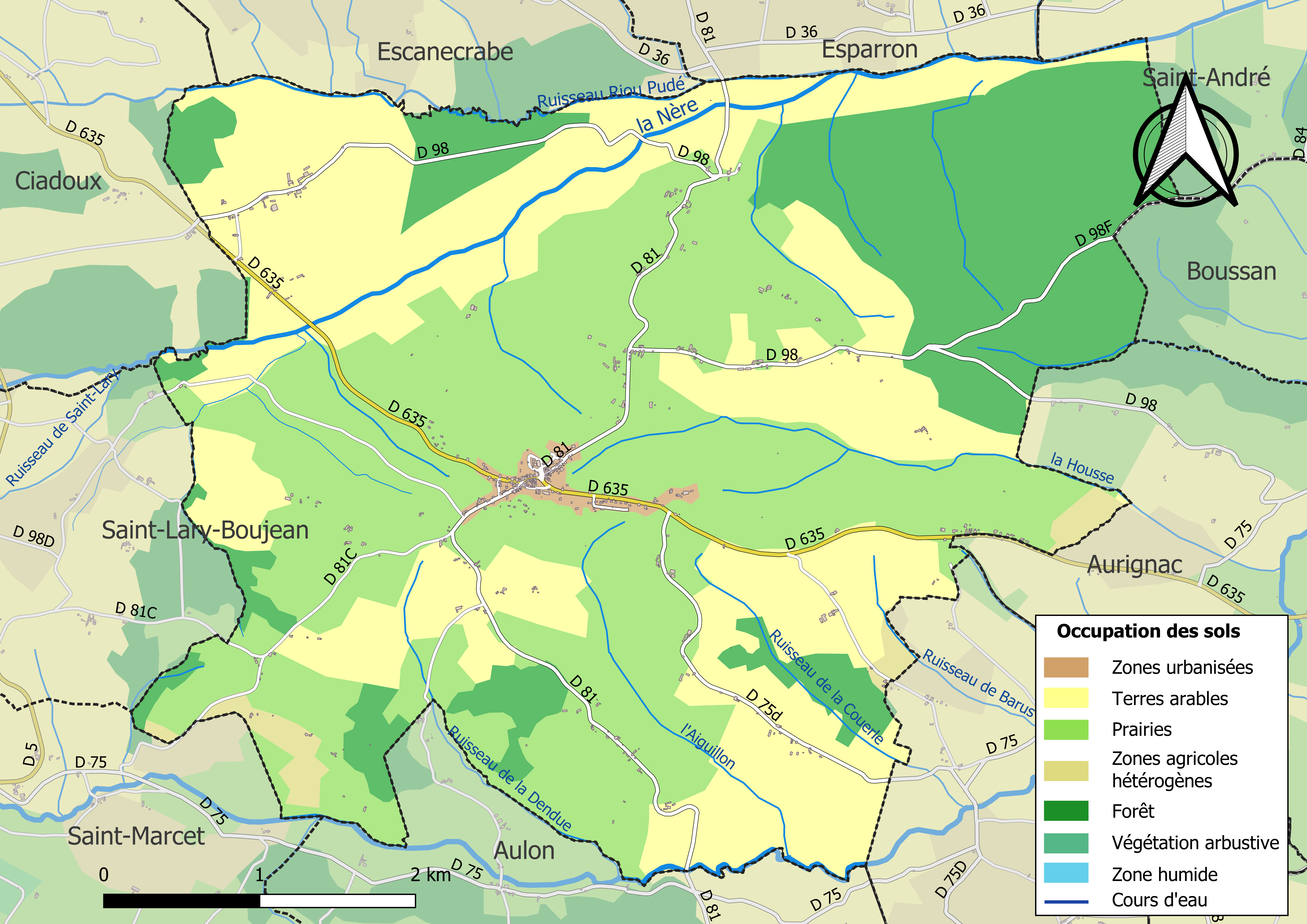
Carte des infrastructures et de l'occupation des sols de la commune en 2018 (CLC).

### Voies de communication et transports
Accès par la route départementale D 635 (ex RN 635) avec le réseau Arc-en-ciel de Haute-Garonne.

### Risques majeurs
Le territoire de la commune de Cassagnabère-Tournas est vulnérable à différents aléas naturels : météorologiques (tempête, orage, neige, grand froid, canicule ou sécheresse), inondations, feux de forêts et séisme (sismicité faible). Un site publié par le BRGM permet d'évaluer simplement et rapidement les risques d'un bien localisé soit par son adresse soit par le numéro de sa parcelle.
Certaines parties du territoire communal sont susceptibles d’être affectées par le risque d’inondation par débordement de cours d'eau, notamment le Nère. La commune a été reconnue en état de catastrophe naturelle au titre des dommages causés par les inondations et coulées de boue survenues en 1982, 1999 et 2009,.
Un plan départemental de protection des forêts contre les incendies a été approuvé par arrêté préfectoral du 25 septembre 2006. Cassagnabère-Tournas est exposée au risque de feu de forêt du fait de la présence sur son territoire du massif de Mauboussin. Il est ainsi défendu aux propriétaires de la commune et à leurs ayants droit de porter ou d’allumer du feu dans l'intérieur et à une distance de 200 mètres des bois, forêts, plantations, reboisements ainsi que des landes. L’écobuage est également interdit, ainsi que les feux de type méchouis et barbecues, à l’exception de ceux prévus dans des installations fixes (non situées sous couvert d'arbres) constituant une dépendance d'habitation,.

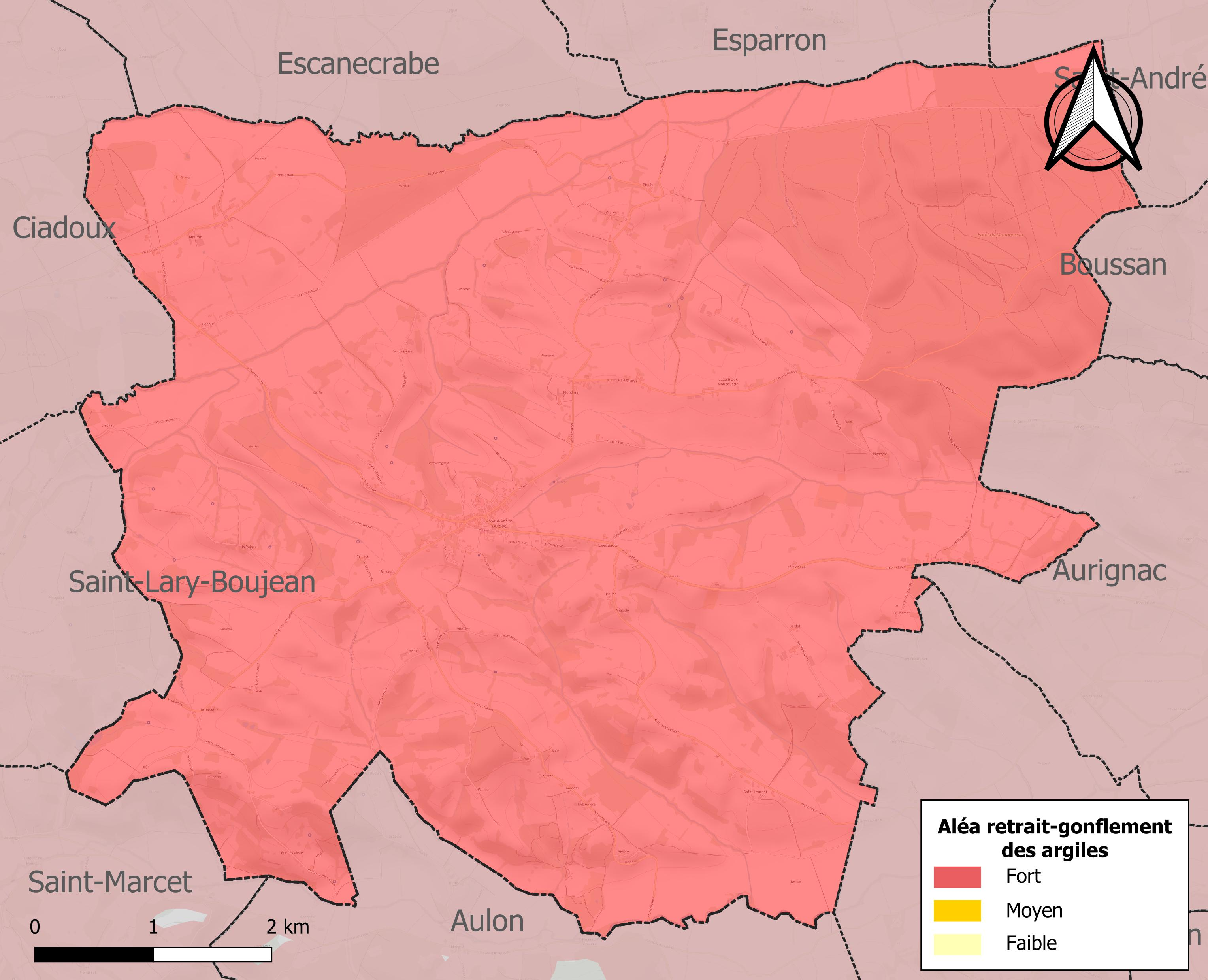
Carte des zones d'aléa retrait-gonflement des sols argileux de Cassagnabère-Tournas.

Le retrait-gonflement des sols argileux est susceptible d'engendrer des dommages importants aux bâtiments en cas d’alternance de périodes de sécheresse et de pluie. La totalité de la commune est en aléa moyen ou fort (88,8 % au niveau départemental et 48,5 % au niveau national). Sur les 262 bâtiments dénombrés sur la commune en 2019, 262 sont en aléa moyen ou fort, soit 100 %, à comparer aux 98 % au niveau départemental et 54 % au niveau national. Une cartographie de l'exposition du territoire national au retrait gonflement des sols argileux est disponible sur le site du BRGM,.
Par ailleurs, afin de mieux appréhender le risque d’affaissement de terrain, l'inventaire national des cavités souterraines permet de localiser celles situées sur la commune.
Concernant les mouvements de terrains, la commune a été reconnue en état de catastrophe naturelle au titre des dommages causés par la sécheresse en 1989, 1992, 2003 et 2012 et par des mouvements de terrain en 1999.

## Toponymie
Le toponyme Cassagnabère-Tournas est issu du gaulois cassanos, signifiant chêne.

## Politique et administration

### Administration municipale
Le nombre d'habitants au recensement de 2011 étant compris entre 100 et 499, le nombre de membres du conseil municipal pour l'élection de 2014 est de onze,.

### Rattachements administratifs et électoraux
Commune faisant partie de la huitième circonscription de la Haute-Garonne de la communauté de communes Cœur et Coteaux de Comminges et du canton de Cazères (avant le redécoupage départemental de 2014, Cassagnabère-Tournas faisait partie de l'ex-canton d'Aurignac) et avant le 1er janvier 2017 de la communauté de communes des Terres d'Aurignac.

### Liste des maires
| Période                                  | Période                | Identité        | Étiquette | Qualité                    |
| ---------------------------------------- | ---------------------- | --------------- | --------- | -------------------------- |
| mars 2001                                | mars 2008              | Michel Estines  |           |                            |
| mars 2008                                | mars 2014              | Bernard Discors |           |                            |
| mars 2014                                | avril 2018 (démission) | Gérard Loiseau  | SE        | Retraité de l'enseignement |
| juin 2018                                | En cours               | Philippe Vignes |           |                            |
| Les données manquantes sont à compléter. |                        |                 |           |                            |

## Population et société

### Démographie
L'évolution du nombre d'habitants est connue à travers les recensements de la population effectués dans la commune depuis 1793. Pour les communes de moins de 10 000 habitants, une enquête de recensement portant sur toute la population est réalisée tous les cinq ans, les populations de référence des années intermédiaires étant quant à elles estimées par interpolation ou extrapolation. Pour la commune, le premier recensement exhaustif entrant dans le cadre du nouveau dispositif a été réalisé en 2006.

En 2022, la commune comptait 467 habitants, en évolution de +2,19 % par rapport à 2016 (Haute-Garonne : +8,02 %, France hors Mayotte : +2,11 %).
| 1793 | 1800  | 1806 | 1821  | 1831  | 1836  | 1841  | 1846  | 1851  |
| ---- | ----- | ---- | ----- | ----- | ----- | ----- | ----- | ----- |
| 832  | 1 093 | 991  | 1 216 | 1 413 | 1 508 | 1 411 | 1 450 | 1 487 |

| 1856  | 1861  | 1866  | 1872  | 1876  | 1881  | 1886  | 1891  | 1896  |
| ----- | ----- | ----- | ----- | ----- | ----- | ----- | ----- | ----- |
| 1 522 | 1 485 | 1 369 | 1 343 | 1 359 | 1 284 | 1 231 | 1 205 | 1 190 |

| 1901  | 1906  | 1911  | 1921 | 1926 | 1931 | 1936 | 1946 | 1954 |
| ----- | ----- | ----- | ---- | ---- | ---- | ---- | ---- | ---- |
| 1 186 | 1 128 | 1 096 | 909  | 883  | 833  | 752  | 726  | 680  |

| 1962 | 1968 | 1975 | 1982 | 1990 | 1999 | 2006 | 2011 | 2016 |
| ---- | ---- | ---- | ---- | ---- | ---- | ---- | ---- | ---- |
| 581  | 544  | 464  | 424  | 426  | 389  | 393  | 449  | 457  |

| 2021 | 2022 | - | - | - | - | - | - | - |
| ---- | ---- | - | - | - | - | - | - | - |
| 467  | 467  | - | - | - | - | - | - | - |

| selon la population municipale des années : | 1968 | 1975 | 1982 | 1990 | 1999 | 2006 | 2009 | 2013 |
| Rang de la commune dans le département      | 134  | 169  | 199  | 214  | 239  | 259  | 262  | 253  |
| Nombre de communes du département           | 592  | 582  | 586  | 588  | 588  | 588  | 589  | 589  |

### Enseignement
Cassagnabère-Tournas fait partie de l'académie de Toulouse.
L'éducation est assurée par un regroupement pédagogique intercommunal commune de Saint-Marcet (CE1, CE2, CM1, CM2), et sur la commune (école marternelle et CP).

### Culture et festivité
Foyer rural, bibliothèque, manifestations culturelles.

### Activités sportives
Gymnastique, badminton.

## Économie

### Revenus
En 2018  (données Insee publiées en septembre 2021), la commune compte 197 ménages fiscaux, regroupant 425 personnes. La médiane du revenu disponible par unité de consommation est de 17 580 € (23 140 € dans le département).

### Emploi
|                | 2008  | 2013  | 2018   |
| -------------- | ----- | ----- | ------ |
| Commune        | 4,9 % | 6,5 % | 16,4 % |
| Département    | 7,7 % | 9,6 % | 9,3 %  |
| France entière | 8,3 % | 10 %  | 10 %   |

En 2018, la population âgée de 15 à 64 ans s'élève à 235 personnes, parmi lesquelles on compte 71,6 % d'actifs (55,2 % ayant un emploi et 16,4 % de chômeurs) et 28,4 % d'inactifs,. En  2018, le taux de chômage communal (au sens du recensement) des 15-64 ans est supérieur à celui du département et de la France, alors qu'en 2008 la situation était inverse.
La commune est hors attraction des villes,. Elle compte 55 emplois en 2018, contre 67 en 2013 et 67 en 2008. Le nombre d'actifs ayant un emploi résidant dans la commune est de 135, soit un indicateur de concentration d'emploi de 40,6 % et un taux d'activité parmi les 15 ans ou plus de 46,6 %.
Sur ces 135 actifs de 15 ans ou plus ayant un emploi, 41 travaillent dans la commune, soit 30 % des habitants. Pour se rendre au travail, 84,9 % des habitants utilisent un véhicule personnel ou de fonction à quatre roues, 3,8 % les transports en commun, 1,6 % s'y rendent en deux-roues, à vélo ou à pied et 9,8 % n'ont pas besoin de transport (travail au domicile).

### Activités hors agriculture
36 établissements sont implantés  à Cassagnabère-Tournas au 31 décembre 2019. Le tableau ci-dessous en détaille le nombre par secteur d'activité et compare les ratios avec ceux du département,.
| Secteur d'activité                                                                                        | Commune | Commune | Département |
| Secteur d'activité                                                                                        | Nombre  | %       | %           |
| --- | ------- | ------- | ----------- |
| Ensemble                                                                                                  | 36      | 100 %   | (100 %)     |
| Industrie manufacturière, industries extractives et autres                                                | 4       | 11,1 %  | (5,7 %)     |
| Construction                                                                                              | 10      | 27,8 %  | (12 %)      |
| Commerce de gros et de détail, transports, hébergement et restauration                                    | 7       | 19,4 %  | (25,9 %)    |
| Information et communication                                                                              | 1       | 2,8 %   | (4,1 %)     |
| Activités financières et d'assurance                                                                      | 2       | 5,6 %   | (3,8 %)     |
| Activités immobilières                                                                                    | 3       | 8,3 %   | (4,2 %)     |
| Activités spécialisées, scientifiques et techniques et activités de services administratifs et de soutien | 5       | 13,9 %  | (19,8 %)    |
| Administration publique, enseignement, santé humaine et action sociale                                    | 2       | 5,6 %   | (16,6 %)    |
| Autres activités de services                                                                              | 2       | 5,6 %   | (7,9 %)     |

Le secteur de la construction est prépondérant sur la commune puisqu'il représente 27,8 % du nombre total d'établissements de la commune (10 sur les 36 entreprises implantées  à Cassagnabère-Tournas), contre 12 % au niveau départemental.

### Agriculture
La commune est dans les « Coteaux de Gascogne », une petite région agricole occupant une partie ouest du département de la Haute-Garonne, constitué d'un relief de cuestas et de vallées peu profondes, creusés par les rivières issues du massif pyrénéen, avec une activité de polyculture et d’élevage. En 2020, l'orientation technico-économique de l'agriculture  sur la commune est la polyculture et/ou le polyélevage.
|               | 1988  | 2000  | 2010  | 2020  |
| ------------- | ----- | ----- | ----- | ----- |
| Exploitations | 53    | 30    | 29    | 25    |
| SAU (ha)      | 1 428 | 1 569 | 1 632 | 1 329 |

Le nombre d'exploitations agricoles en activité et ayant leur siège dans la commune est passé de 53 lors du recensement agricole de 1988  à 30 en 2000 puis à 29 en 2010 et enfin à 25 en 2020, soit une baisse de 53 % en 32 ans. Le même mouvement est observé à l'échelle du département qui a perdu pendant cette période 57 % de ses exploitations,. La surface agricole utilisée sur la commune a également diminué, passant de 1 428 ha en 1988 à 1 329 ha en 2020. Parallèlement la surface agricole utilisée moyenne par exploitation a augmenté, passant de 27 à 53 ha.

## Culture locale et patrimoine

### Lieux et monuments
- La croix monumentale a été inscrite aux monuments historiques en 1926[46].
- Église Saint-Gilles.
- Chapelle Notre-Dame de la Baraque[47].

### Héraldique
| Cassagnabère-Tournas | Son blasonnement est : coupé : au premier d'or au châtaignier de sinople, au second d'azur plain. |

## Pour approfondir